# Felino
Felino is een gemeente in de Italiaanse provincie Parma (regio Emilia-Romagna) en telt 7573 inwoners (31-12-2004). De oppervlakte bedraagt 38,3 km², de bevolkingsdichtheid is 189 inwoners per km².
De volgende frazioni maken deel uit van de gemeente: Barbiano, Ca' Cotti, Ca' Gialla, Casale, Monticello, Parigi, Poggio, San Michele Gatti, San Michele Tiorre, Sant'Ilario Baganza, Soragnola.

## Demografie
Felino telt ongeveer 3055 huishoudens. Het aantal inwoners steeg in de periode 1991-2001 met 13,3% volgens cijfers uit de tienjaarlijkse volkstellingen van ISTAT.
| Jaar | Inwoneraantal |
| ---- | ------------- |
| 1991 | 6354          |
| 2001 | 7197          |

## Geografie
Felino grenst aan de volgende gemeenten: Calestano, Langhirano, Parma, Sala Baganza.